# Szkwał
Szkwał – nagły wzrost prędkości wiatru o co najmniej 8 m/s od prędkości początkowej powyżej 10 m/s. Może osiągać do 9 stopni w skali Beauforta. Szkwał trwa krótko, do kilku minut i może nieść ze sobą śnieg lub deszcz. Powstaje zazwyczaj tam, gdzie stykają się dwie masy powietrza o dużej różnicy temperatur. Bardzo często to zjawisko związane jest z chmurą cumulonimbus. Ostrzeżeniem przed możliwym szkwałem jest obecność na przodzie chmury burzowej tak zwanego wału szkwałowego. Szkwały mogą być związane z nawałnicą.
Linie szkwałowe, jeden z mechanizmów powstawania szkwałów mają specjalne oznaczenie na mapach synoptycznych pogody.

Oznaczenie frontów na mapach synoptycznych z uwzględnieniem linii szkwałowych. (1) zimny front; (2) ciepły front, (3) stacjonarny front; (4) okluzja; (5) zatoka niżowa na powierzchni; (6) linia szkwałowa; (7) linia szkwałowa sucha; (8) zaburzenie tropikalne

## Prędkość szkwału

### Schemat zależny od niejednorodności podłoża
W modelach numerycznych pogody prognozowane są pewne średnie warunki meteorologiczne a prędkości maksymalnego wiatru (szkwału) wyznacza się na podstawie uproszczonych parametryzacji często na podstawie bardzo uproszczonych założeń. Dla przykładu, zakłada się, że nad wodą szkwały mają prędkość około 1,3 średniej prędkości wiatru z ostatniej godziny lub około 2,3 tej prędkości nad dużymi miastami. Innymi słowy zakłada się, że szkwały zależą od niejednorodności podłoża:

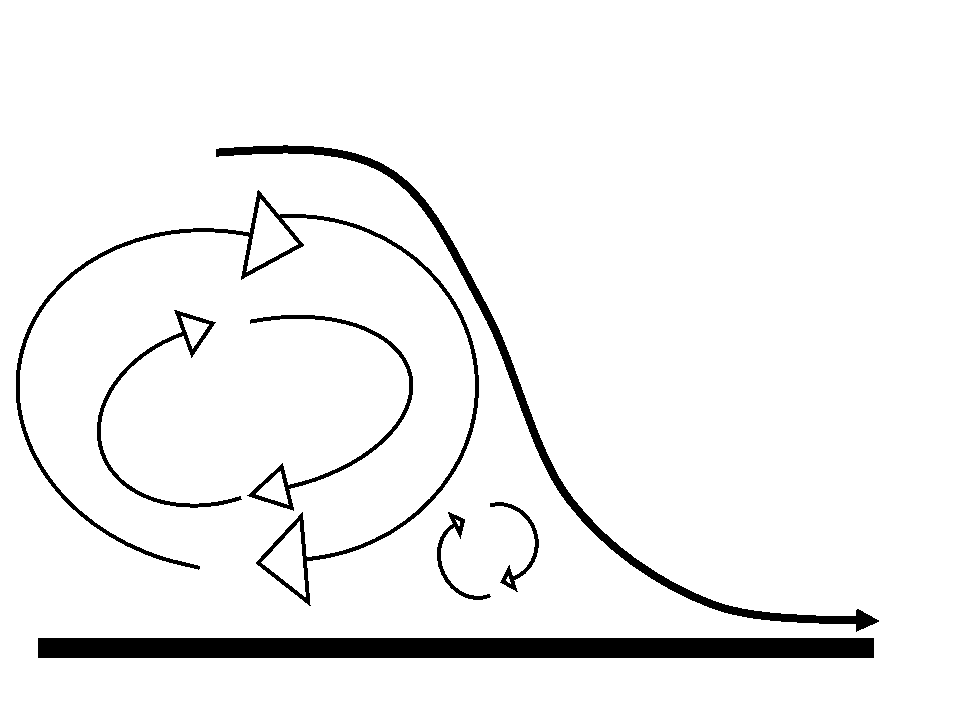
Schematyczna reprezentacja wiatru zstępującego w warstwie granicznej powodowana przez turbulencyjną energię kinetyczną (wiry)

{\displaystyle u_{\mathrm {max} }=1{,}3u_{0}} (nad wodą),
{\displaystyle u_{\mathrm {max} }=2{,}3u_{0}} (nad dużymi miastami).

### Warstwa graniczna (metoda WGE)

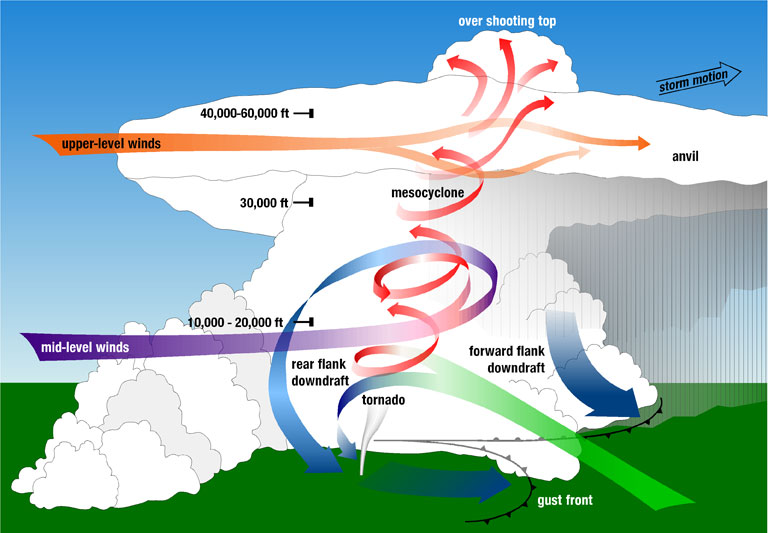
Schematyczna reprezentacja superkomórki burzowej, linii szkwałów i linii frontu. Niebieskie strzałki pokazują na prądy zstępujące, czerwone - na wstępujące

Inny schemat polega na założeniu, że cząstki powietrza na powierzchni ziemi schodzą z pewnej wysokości. Ten poglądowy mechanizm jest czasami używany w żeglarstwie regatowym, zwłaszcza na małych akwenach, bo schodzące szkwały zmieniają także kierunek pozwalając na wygranie wyścigu przez wykorzystanie bardzo lokalnych warunków. Bardzo stabilne powietrze pomiędzy wyższą wysokością a powierzchnią ziemi powoduje, że możliwość schodzenia cząstek powietrza z wyższych wysokości jest utrudniona, natomiast niestabilne warunki w tej warstwie powodują, że schodzenie szkwałów jest ułatwione. Prędkość szkwałów powinna, w tym przybliżeniu, zależeć od trzech składników: prędkości średniego wiatru, energii turbulencyjnej, oraz stabilności atmosfery
{\displaystyle {\frac {1}{z_{p}}}\int _{0}^{z_{p}}E(z)dz\geqslant g\int _{0}^{z_{p}}{\frac {\Delta \theta _{v}(z)}{\theta _{v}(z)}}dz,}
gdzie {\displaystyle z_{p}} jest wysokością nad powierzchnią Ziemi z której spada cząstka na powierzchnię Ziemi, g jest przespieszeniem ziemskim, {\displaystyle \theta _{v}(z)} jest wirtualną temperaturą potencjalną, a {\displaystyle \Delta \theta _{v}(z)} jest zmianą temperatury wirtualnej. Lewa strona równania reprezentuje energię kinetyczną ruchów turbulencyjnych w warstwie przyziemnej a prawa strona reprezentuje wyporność warstwy przyziemnej. Energia ruchów turbulencyjnych zależy od zmiany wiatru z wysokością w atmosferze (uskok, ścięcie wiatru), od temperatury, od transportu i dyssypacji energii turbulencyjnej.
Nie wszystkie cząstki powietrza spełniają powyższy warunek. Maksimum wiatru w szkwale można otrzymać ze wzoru
{\displaystyle u_{\mathrm {max} }=\max {\sqrt {u^{2}(z_{p})+v^{2}(z_{p})}}}
dla tych wszystkich {\displaystyle z_{p}} w warstwie granicznej, które spełniają warunek, że ich energia kinetyczna przewyższa siłę wyporu. Okazuje się, że w tym założeniu efekt niejednorodności podłoża jest niewielki i rozważane są tylko cząstki powietrza spadające z różnych wysokości w warstwie granicznej. Jest to zgodne z tym, że energia kinetyczna ruchów turbulencyjnych powyżej warstwy granicznej, w tzw. atmosferze swobodnej, jest mała.

### Szkwały konwekcyjne i linie szkwałowe
Szkwały konwekcyjne (burze) związane są z opadającymi wiatrami, tzw. prądami zstępującymi. Te prawie pionowe ruchy powietrza są na powierzchni Ziemi odczuwalne jako gwałtowne porywy wiatru. Istnieją dwa rodzaje czasowych i przestrzennych prądów zstępujących: mikro i makro. Mikroprądy zstępujące mają skalę około 4 km i trwają 2–5 minut. Makroprądy zstępujące trwają dłużej – od 5 do 20 minut i mają rozmiar 4–20 km. Prądy wstępujące i zstępujące występują często razem. Prąd wstępujący, który zapoczątkowuje burzę, pobiera energię ze strumieni ciepła – zarówno ze skraplającej się pary wodnej jak i strumienia ciepła od powierzchni Ziemi. Prąd ten jest wynoszony wysoko (ok. 10 km) w atmosferze i czasami tworzy kowadło cumulonimbusa. Skraplająca się woda spada w średnich wysokościach nad Ziemią (około 5 km) w postaci deszczu i zapoczątkowuje prąd zstępujący. Krople wody mogą wtedy parować, a spadające kryształy topić się – te procesy oziębiają spadające powietrze. Skala przestrzenna prądów zstępujących zależy od wielkości prądów wstępujących.
Szkwały komórek burzowych występują często na liniach szkwałowych (ang. gust front) i związane są z prądami opadającymi (ang. downdraught). Rysunek przedstawia schematycznie linię szkwałową i linię zimnego frontu, pokazane są też dwa różne prądy zstępujące. Zielonym i czerwonym kolorem zaznaczone są prądy wstępujące. Niebieskim kolorem zaznaczone są prądy zstępujące – tzw. przedni i tylny prąd zstępujący. Czasami, ale nie zawsze w tego typu systemach burzowych pojawia się tornado.
Ocenę prędkości szkwału z komórek burzowych można dokonać na podstawie następującego równania:
{\displaystyle w_{\mathrm {max} }^{2}=-2g\int _{0}^{z_{p}}{\frac {\Delta \theta _{v}(z)}{\theta _{v}(z)}}dz+2g\int _{0}^{z_{p}}Ldz+w^{2}(z_{p}),}
gdzie pierwszy człon po lewej stronie odpowiada energii potencjalnej, którą można zamienić na energię kinetyczną (NAPE), drugi człon opisuje w jaki sposób krople wody spadając przyśpieszają powietrze poprzez tarcie, a trzeci człon opisuje prędkość pionową na poziomie, z którego spada cząstka. Istnieje kilka empirycznych przybliżeń upraszczających powyższe równanie. Indeks CAPE oraz NAPE można ocenić z sondaży atmosferycznych. W tym przybliżeniu nie uwzględnia się energii kinetycznej w warstwie przyziemnej, bo energia związana z prądem zstępującym w komórce burzowej jest znacznie większa.

## Żeglarstwo

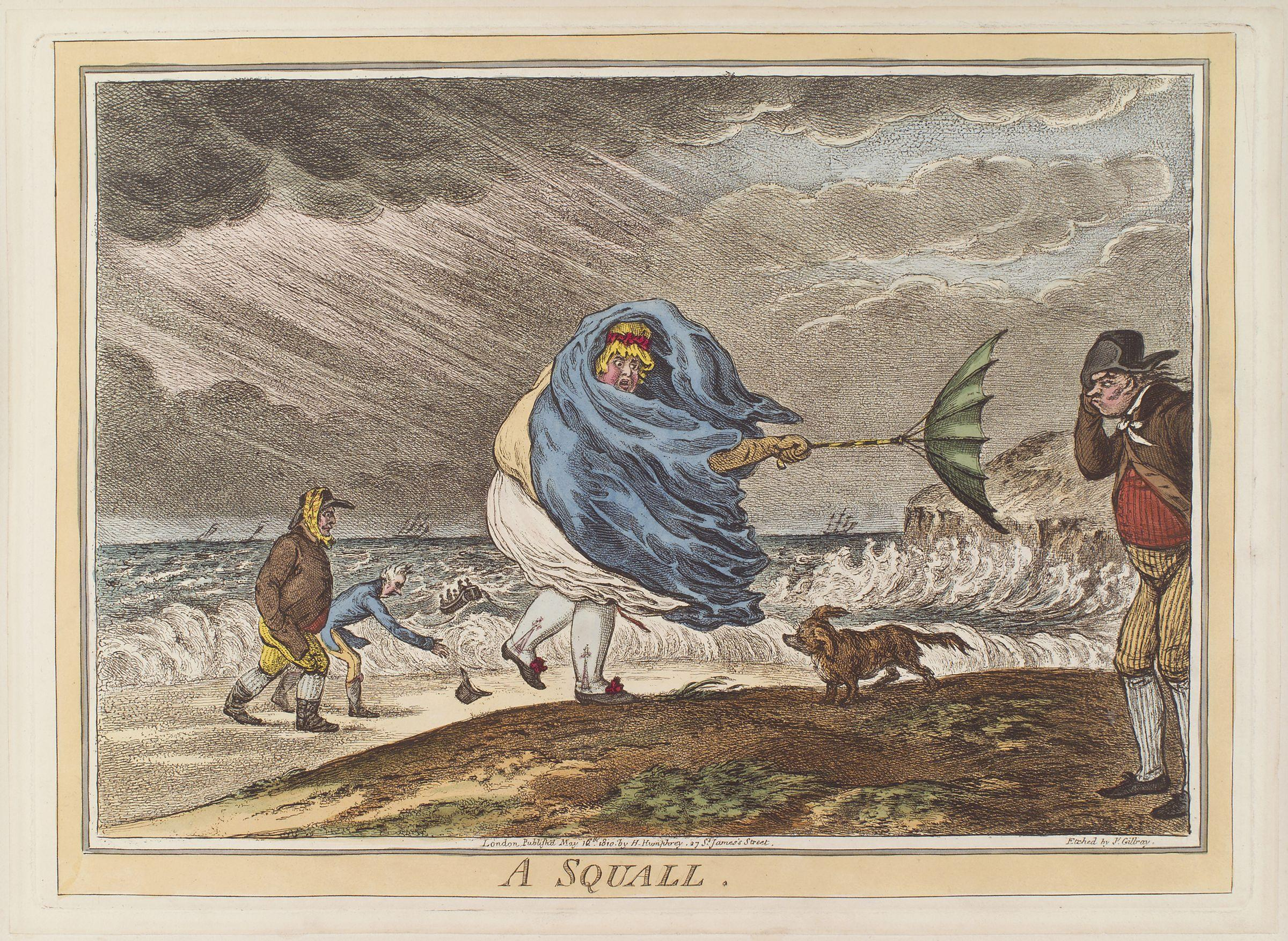
James Gillray, Szkwał, 1810

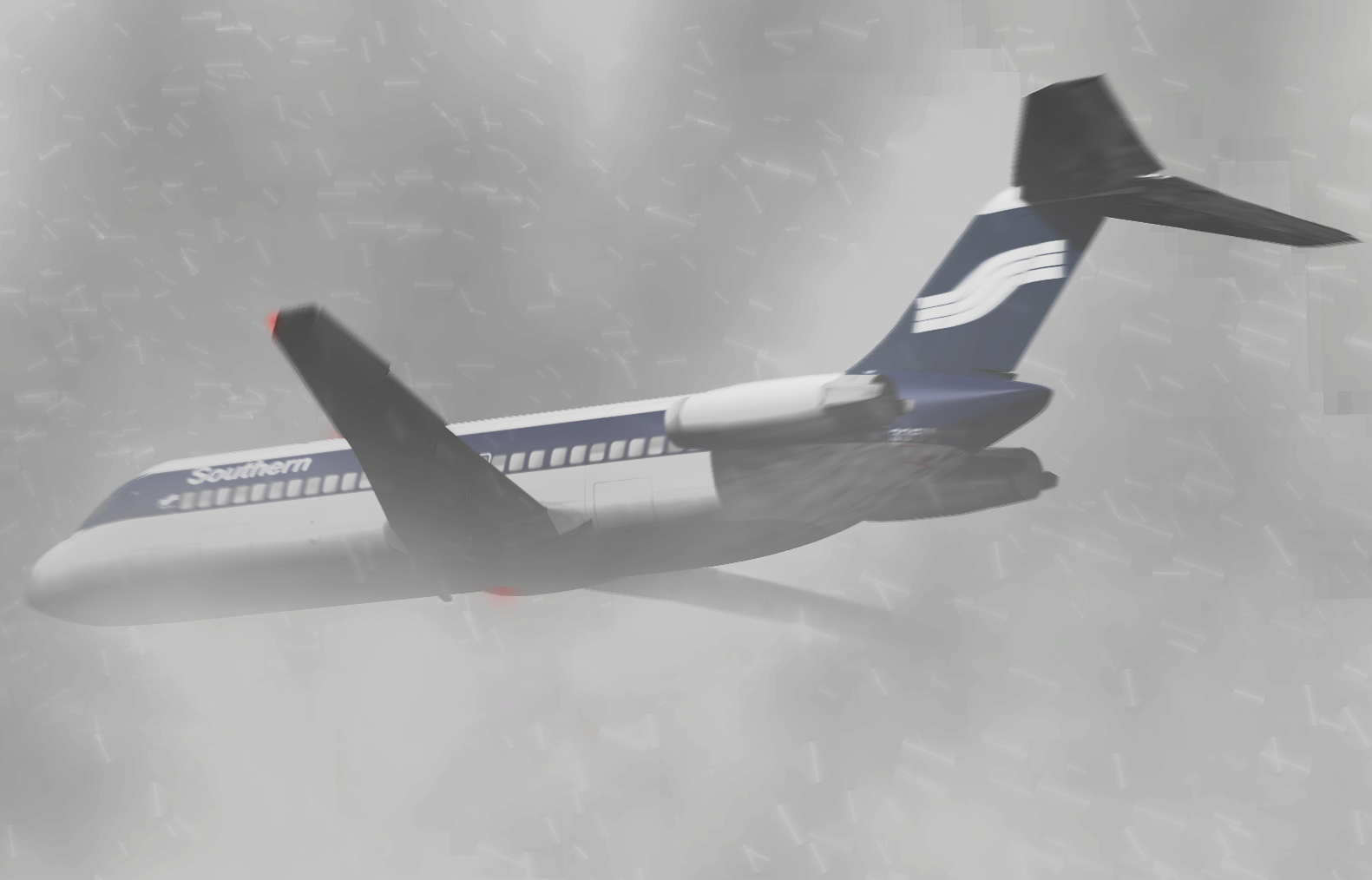
McDonnell Douglas DC-9 wchodzący w szkwał, 1977

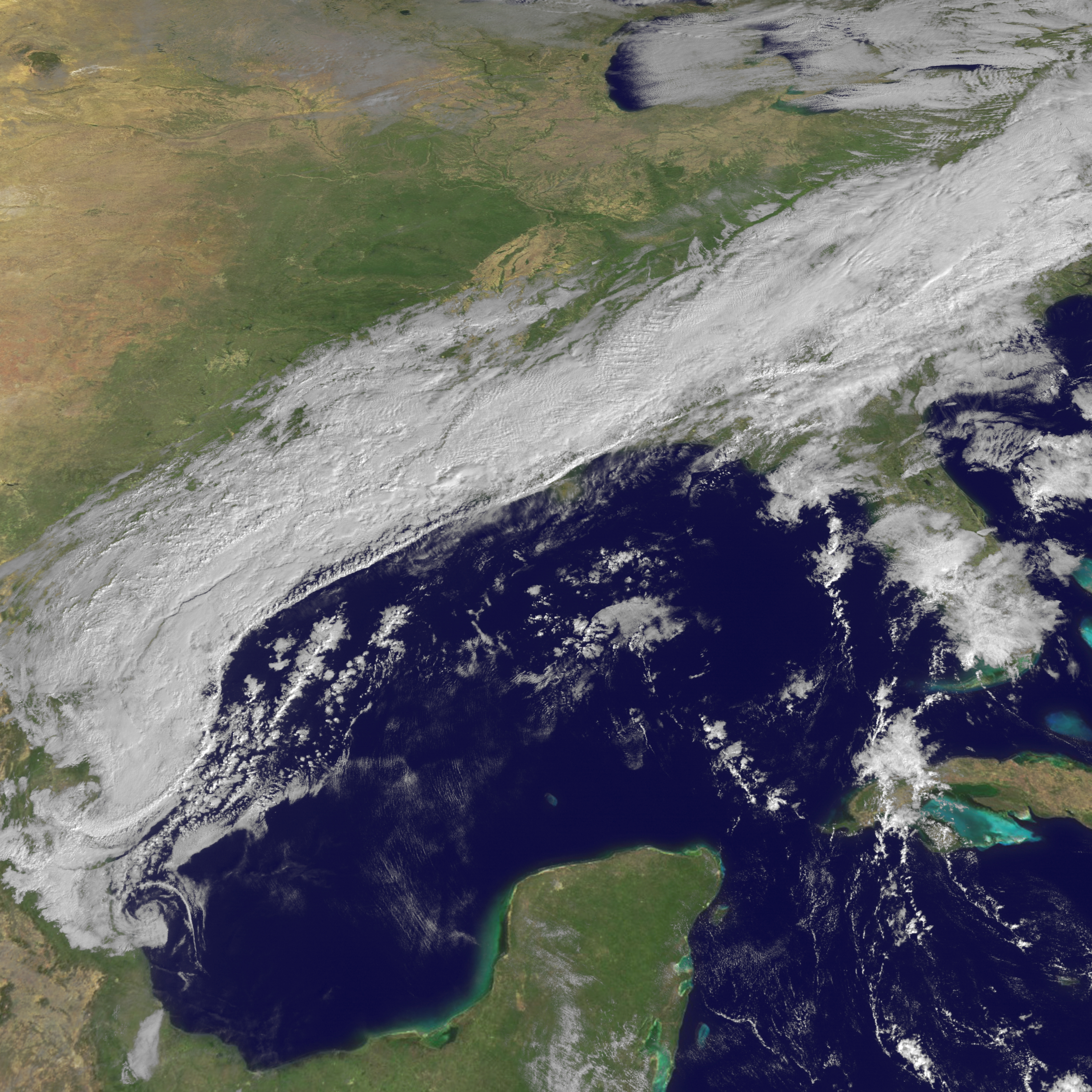
Szkwał u wybrzeży USA, 2010

Szkwały wykorzystywane są w czasie regat zwłaszcza na małych jachtach. Istnieje przekonanie, że wiatr z wysokością skręca się (ang. veering) zgodnie ze wskazówkami zegara. Wobec tego szkwały, które spadają z większej wysokości na powierzchnię ziemi, przy takim założeniu, także powinny się skręcać zgodnie ze wskazówkami zegara. Tak jest jednak tylko dla sytuacji opisywanej przez model opadającego wiatru w turbulentnej warstwie granicznej. Natomiast wiatry szkwałowe spod wypiętrzonych chmur mogą się skręcać, ale kierunek skrętu zależy od struktury i przesuwania się samej komórki burzowej. W przypadku braku innych przesłanek (np. chmury) częstotliwość przychodzenia szkwałów będzie zależeć od stabilności warstwy atmosfery w pobliżu Ziemi (ok. 1 km). W regatach w klasach olimpijskich ważne są też oscylacje i częstotliwość przychodzenia szkwałów. Można to ocenić empirycznie w czasie regat. Szkwały można też mierzyć za pomocą bezpośrednich pomiarów prędkości wiatru. Duży dział fizyki atmosfery – turbulencja atmosferyczna w planetarnej warstwie granicznej – opisuje stabilność atmosfery.
W żeglarstwie transoceanicznym istotne są szkwały związane z komórkami burzowymi w strefie konwergencji tropikalnej czy burzach na strefach frontalnych. Globalne modele numeryczne prognoz pogody wykorzystują siatkę około 60 km pomiędzy prognozowanymi punktami na Ziemi (w 2012 roku). Wobec tego pewne zjawiska podskalowe (poniżej tej siatki) nie są dobrze prognozowane przez modele globalne takie jak GFS, NOGAPS, czy ECMWF. Oceny szkwałów opierają się na uproszczonych modelach półempirycznych, takich jak zależność od szorstkości podłoża. W globalnych modelach fizyka procesów w warstwie granicznej jest stosunkowo uproszczona, a wiele burz nie jest bezpośrednio prognozowanych ze względu na to, że mają one skalę mniejszą niż 60 km. Modele mezoskalowe takie jak WRF, RAMS, MM5 umożliwiają prognozę pogody na gęstszej siatce (np. 5–15 km) i są lepsze w prognozach burz niż modele globalne. Mimo to, wiele podskalowych procesów, z którymi związane są silne i szkwaliste wiatry nie jest dobrze prognozowane. Obecnie (2012) prognozy szkwałów w strefie konwergencji tropikalnej powinny się opierać nie na globalnych modelach numerycznych, ale na danych satelitarnych takich jak aktywne (CloudSat) lub pasywne (skaterometria) techniki teledetekcyjne. W szczególności wysokość wierzchołków chmur konwekcyjnych może być używana do oceny wiatrów powierzchniowych w związku z relacją pomiędzy aktywnością prądów wstępujących określających wierzchołki chmur a siłą prądów zstępujących. Przechodzenie stref frontalnych (zimny front) jest także ostrzeżeniem przed silnymi porywistymi wiatrami. W 2012 roku żeglarskie programy nawigacyjne skoncentrowały się na warunkach powierzchniowych, ale to struktura pionowa atmosfery określa możliwość występowania szkwałów. Jednym z indeksów używanych do oceny możliwości wystąpienia konwekcji jest CAPE. Jest to indeks, który wykorzystuje informacje o strukturze pionowej atmosfery.

## Pomiary
Ciągłe i bezpośrednie pomiary ekstremalnych wiatrów związanych ze szkwałami są dosyć trudne nad oceanami. Jedną z techniki jest skaterometria atmosfery, która jest używana do oceny prędkości i kierunku wiatru na podstawie odbicia promieni mikrofalowych od powierzchni oceanu. Skaterometry mikrofalowe działają na zasadzie aktywnego radaru, wysyłają w kierunku oceanu fale mikrofalowe i odbierają ich odbicie od powierzchni oceanu. Technika ta umożliwia ocenę prędkości wiatru nawet jeżeli powyżej są chmury, z których nie pada deszcz. Niestety opady są nadal (2012) utrudnieniem w ocenie prędkości wiatru ze skaterometrów, chociaż dla instrumentu WindSat opracowano odpowiednie algorytmy. Inną techniką są pomiary echa od chmur z radaru umieszczonego w przestrzeni kosmicznej. Obecnie istnieje tylko jeden taki instrument – CloudSat. Wprawdzie CloudSat nie daje bezpośrednio informacji na temat prędkości wiatru na powierzchni Ziemi, ale można ocenić wysokość wierzchołków chmur i strukturę opadu (konwekcyjną vs stratyfikowaną). Pomiar ten jest jednak ograniczony ponieważ CloudSat nie skanuje powierzchni Ziemi. Pomiary w podczerwieni dają także informację na temat wysokości wierzchołków chmur, ponieważ mierzona jest temperatura w jakiej następuje emisja promieniowania podczerwonego. Emisja ta zależy od wysokości chmur nad powierzchnią Ziemi. Istnieją sondy oceaniczne, np. sieć dryfterów, które są w stanie dokonywać pomiarów wiatru przy powierzchni oceanu nawet w ekstremalnych warunkach takich jak huragany. Jednak ich operacyjne zastosowania są obecnie (2012) ograniczone.